# 主体思想
- 主体思想
- チュチェ思想

主体思想（しゅたいしそう、チュチェしそう、朝鮮語: 주체사상、漢字: 主體思想）とは、朝鮮民主主義人民共和国（北朝鮮）及び朝鮮労働党の政治思想である。中ソ対立のはざまで「自主、自立、自衛」を掲げ、金日成の独裁を正当化する思想で、金日成の側近だった黄長燁によって体系化された。

## 概要
この思想は、1950年代後半以降に始まった中ソ対立の狭間で、祖国の自主性維持を目指す金日成が「我々式社会主義」に言及する中で登場し、金正日もこれを引き継いだ。この過程で、モスクワ国立大学哲学博士である黄長燁が哲学的に体系づけたといわれる。後に金日成により性格づけられ、1972年の憲法で「マルクス・レーニン主義を我が国の現実に創造的に適用した朝鮮労働党の主体思想」と記載された。朝鮮人民が国家開発の主人であり、国家には強力な軍事的姿勢と国家的資源が必要である、とする。
「主体（チュチェ）」は、哲学およびマルクス主義の用語「主体」を朝鮮語に変換したもので、さらに北朝鮮では「自主独立」や「自立精神」を意味する場合も多い。主体思想は「常に朝鮮の事を最初に置く」という自民族中心主義の意味でも使われている。金日成は、主体思想は「人間が全ての事の主人であり、全てを決める」という信念を基礎としている、とした。

## 用語
ハングルでは「주체사상」、朝鮮漢字では「主體思想」と表記される。日本語では「主体思想」と表記される場合が多いが、「チュチェ思想」の表記も使用されている。日本の主体思想団体では「自主の道」などの言い換えもなされている。

## 歴史
朝鮮労働党の公式党史では「主体（思想）」の起源は1930年代で、最初の言及は1930年（主体19年＝昭和5年）6月30日の金日成が18歳の時の演説とされている。しかし、これらの情報には信憑性が無い。
知られている北朝鮮での「主体（チュチェ）」への最初の言及は、1955年12月28日の金日成による演説『思想的研究における教条主義および形式主義の除去と「主体（チュチェ）」の構築」』である。金日成はこの演説で、党の宣伝担当者はソビエト連邦から思想や慣習を輸入するのではなく、朝鮮自身の「ウリシク（我々式）」の方法によって朝鮮革命を前進させるべきであると論じた。これは、スターリン批判が国内に波及することを恐れた金日成が防波堤を作ったものであるとの見方もある。

1950年代後半、金日成がマルクス・レーニン主義の彼自身の見解の構築を考えていた時に、首席思想相談役だった黄長燁が、この演説の「主体」がマルクス・レーニン主義の独創的な発展とみなせる事を発見し、この概念を社会的に定義された信条として構築を開始したとの主張がある。1958年までに金日成が北朝鮮での支配を確立すると、この言葉は人民による彼への献身を示す目的で使い始められ、金日成やその一族の歴史や指導者としての正統性への美化など、個人崇拝が進められた。
冷戦の期間中、北朝鮮は主体思想と自立の原則を他国、特に非同盟諸国への経済発展の方法として推進した。1967年から自己への権力集中を強化していたルーマニア大統領ニコラエ・チャウシェスクは、1971年、朝鮮民主主義人民共和国を含むアジア諸国訪問時の北朝鮮の思想的な動員力と大衆による賞賛に影響を受けていた。
1972年の憲法改正で、主体思想は公式な国家思想としてマルクス・レーニン主義と置き換えた。これは中ソ対立の影響でもあったが、主体思想は「マルクス・レーニン主義の創造的な適用」と定義された。金日成はまた、主体思想は全てのスターリン主義国家を継承する、計画的な位置づけであると説明した。
1977年8月、北朝鮮政府は主体思想に関する最初の国際的会議を主催し、その中で日本のチュチェ思想国際研究所と、スペインの朝鮮親善協会が注目された。

金日成は1994年の死去以後も崇拝され、1998年の憲法改正で「永遠の主席」とされた。後継者の金正日は「金日成主席にならぶ偉大な指導者・民族の太陽」と呼ばれるようになった。朝鮮の歴史は1866年に遡って、アメリカ帝国主義（米帝）に対して闘争する「英雄的な」金一族と、その祖先について書き直された。これらの金一族への崇拝は、主体思想によって支援され、金日成は全人民の「最上の指導者で太陽」とされた。
1997年2月12日に黄長燁が亡命し脱北者となった直後には、主体思想の言葉の使用が減少し、代わりに赤旗思想という単語の使用頻度が増加したことが確認された。しかし「赤旗思想」は定着せず、7月9日午後7時の「重大放送」に新たな紀年法として主体年号が公表され、建国記念日の1997年9月9日から本格的な使用が開始された。
2012年4月に開催された第4回党代表者会の中で、主体思想は定義が拡張され、金正恩が金日成思想の包括的な理解者かつ金正日思想の発展かつ進化であり、「金日成・金正日主義」との用語で表現された。金正恩は党代表者会の直前、党中央委員会の責任幹部を前に以下の演説を行った。

## 内容

### 主体思想の確立期
主体思想自身は1956年から表面化した中ソ対立による政治的緊張下で、全体的で思想的なドクトリンとして段階的に形成されていった。すなわち北朝鮮国内における親ソ派（ソ連派）・親中派（延安派）の粛清（8月宗派事件）とソ連、中国の影響の排除を通じ、金日成はマルクス・レーニン主義の独自解釈を進めることとなった。特に、フルシチョフ政権下のソ連共産党第20回大会で「西側諸国との平和共存路線」が打ち出されると、朝鮮半島の解放（すなわち南朝鮮からのアメリカ帝国主義の排除）を国是とする北朝鮮と、ソ連との対立は深まってゆく（これに対し、ソ連の平和共存路線を「修正主義」として批判した中華人民共和国は、北朝鮮と接近することになった）。
主体思想は約10年間は脇に押しやられ、1963年の金日成の朝鮮人民軍への「主体」原則の演説により再登場した 。
主体思想という言葉は、1965年4月14日に金日成がインドネシアのアリ・アハラム社会科学院で行った演説『朝鮮民主主義人民共和国における社会主義建設と南朝鮮革命』に登場する。同演説によると、一国の独立には「思想における主体」「政治における自主」「経済における自立」「国防における自衛」の確立が必要であり、北朝鮮が保持してきたこの立場が「主体思想」であるとされた。
その後1966年10月の朝鮮労働党第2回代表者会では主体思想が定式化され、「帝国主義との徹底闘争」「植民地民族解放運動と国際労働運動の支持」「社会主義政権」「内政不干渉・相互尊重・互恵平等」が北朝鮮の進むべき路線であるとされた。このように、主体思想はその確立期にあって、大国による内政干渉を排除し自主路線を歩むこと、そのためにマルクス・レーニン主義に対する独自のアプローチをとることを主要な内容としていた。

1967年5月の党中央委員会全員会議では、「唯一思想体系」を確立し、修正主義分子を排除することが謳われた。これにより、金日成と共に抗日パルチザン闘争を戦った甲山派も党内から排除された。主体思想が朝鮮労働党の首領である金の思想であることが確立されたことで、党内のイデオロギー的対立は形式的には克服されたことになった。
なお現在では、主体思想塔に朝鮮人民軍の兵士や平壌市民、大勢の訪朝観光客が観光・崇拝をしている。

### 主体思想の変容期
北朝鮮の自主独立路線と、マルクス・レーニン主義の独自解釈を打ち出した主体思想は、やがて、首領＝金日成の唯一絶対の思想としての地位を確立し、これに対する一切の批判を排除することを通じて、金一族の絶対的権力を正当化するイデオロギーとしての色彩を強めていく。そのことは、いずれ訪れる長男・金正日への地位の継承を準備する意味も持っていた。
1972年（主体61年）12月27日の最高人民会議第5期第1回会議でそれまでの朝鮮民主主義人民共和国憲法を全面的に改正した朝鮮民主主義人民共和国社会主義憲法では、主体思想が国家の指導指針とされた。同時に国家主席のポストが新設され、それまで朝鮮労働党の「首領」とされていた金日成に憲法上も最高指導者の地位が付与された。

さらに、1974年には党の唯一思想体系確立の10大原則が成立。主体思想の目指すところを具体化しつつ簡潔にまとめた、社会主義憲法や朝鮮労働党規約を上回る北朝鮮公民の最高規範と位置付けられた。そして、公民に対しては戦前・戦中の大日本帝国の教育勅語にも劣らぬ徹底的な教育が行われた。
1982年の金正日の『チュチェ思想について』によると、国家政策における主体思想の適用の概要は以下である。
1. 人民は、思想や政治的には独立し、経済的には自己供給し、国防では自己依存していなければならない。
2. 政策は大衆の意思と願望を反映し、革命と建設の中で彼らを完全に雇用しなければならない。
3. 革命と建設の手法は、国家の状況に適応されなければならない。
4. 革命と建設の最重要作業は、人民を思想的に共産主義者に形成し、彼らを建設作業に動員する事である。

「主体」の視点では、革命的な党と指導者への絶対的な忠誠心を要求した。北朝鮮では、それらは朝鮮労働党と、最高指揮官たる金日成であった。スターリンが押し進めた個人崇拝を北朝鮮の実情に合わせて進化させたもので、「領袖は党、党は国家」というスローガンとともに朝鮮社会への浸透を推し進めた。そして金日成の死後、金正日指導の下では先軍思想が主体思想と同列に推されたことにより、事実上「領袖は軍、軍は党、党は国家」という軍国主義的な要素を含んだものへと変質する。
北朝鮮の公式な歴史では、「主体」の最初の適用とされるものの1つは千里馬運動とも呼ばれている1956年から1961年の五カ年計画である。この五カ年計画はソビエト連邦と中華人民共和国の両方からの政治的独立を確実にするために、重工業に焦点を当てた北朝鮮の迅速な経済発展を目的としたが、1928年のソビエト連邦の第一次五カ年計画と同様の中央集権的な国家計画の手法を適用し、また毛沢東の第一次五カ年計画や大躍進政策とも部分的には関連があった。

しかし、経済的自立の願望に反して、北朝鮮は他の諸国からの経済援助に依存し続けている。歴史的には、1991年のソビエト連邦の崩壊まではソビエト連邦からの援助に最も依存していた。朝鮮戦争後の1953年から1963年は「兄弟」諸国からの経済援助や資金に頼り、1953年から1976年はさらにソビエト連邦の産業支援に強く依存した。ソ連崩壊により北朝鮮経済は危機に陥り、社会基盤の運営にも失敗し続けたことから、1990年代半ばには大規模な飢饉が発生した。

その後、中華人民共和国が最大の援助国となり、人道援助に年4億ドルを提供し、北朝鮮の貿易は中国が90.6％も占めている。2005年には北朝鮮は2番目に多い国際食糧援助を受けており、恒常的な食料不足に悩まされている。

## 批評
ブライアン・レイノルズ・マイヤーズなどの人権監視組織や政治アナリストは、北朝鮮の実情は「主体思想」との類似性が無いと継続的に報告している。北朝鮮の経済は、社会主義国間の貿易ブロックが崩壊する前も後も海外からの輸入や支援に深く依存しており、また人々は実際には意思決定を重視されていない。
主体思想の理論家である黄長燁は、韓国への亡命後の書籍『金正日への宣戦布告』などで、本来の主体思想はマルクス・レーニン主義の適用だが、実際には金一族による独裁政治や個人崇拝に利用されていると批判した。
論理学者の Thomas J. Belke による1999年の著作『Juche: A Christian Study of North Korea's State Religion』や、政治学者の Han S. Park による2002年の著作『Juche: The Politics of Unconventional Wisdom』は、いずれも主体思想は政治的宗教に関連していると記した。また Myers は、毛沢東に関する政治的理論と比較して、主体思想は金日成への賞賛のための単なる欺瞞となっているとした。
中国の映画監督の胡戈は、主体思想を風刺した。
2001年に、内藤陽介は、著書『北朝鮮事典』の主体思想の項目において、日成の死後、当時、思想担当の責任者であった正日が主体思想を宗教思想へとつくりかえたとした。正日は、主体思想を宗教思想として整備する上で、社会政治的生命体論に基づき、首領を脳髄、党を神経とし、人民を手足とする三位一体の有機体国家論（革命的首領観）を提唱した。内藤陽介は、「この有機体国家論の整備をもって、主体思想は存在論を備えた宗教思想としての一応の完成をみた」としている。
2007年、デイリーNKの報道では、アメリカの宗教情報統計サイト『アドヘレンツ・ドットコム』は、主体思想を「宗教」と規定し、その追従者は1900万人（当時の数値。現在は2500万人に修正）を数え、信者数世界第10位の宗教であると発表した。アドヘレンツ・ドットコムの発表は、その多くをThomas J. Belke著、『Juche - A Christian Study of North Korea's State Religion』に準拠している。